# Ray Houghton
Raymond James Houghton (ur. 9 stycznia 1962 w Glasgow) – irlandzki piłkarz grający na pozycji środkowego pomocnika.

## Kariera klubowa
Houghton urodził się w szkockim Glasgow w rodzinie irlandzkiej. Karierę piłkarską rozpoczął jednak w Londynie, w tamtejszym klubie West Ham United. 5 lipca 1979 roku podpisał z tym klubem profesjonalny kontrakt, jednak w Division One zadebiutował dopiero w sezonie 1981/1982 i był to jego jedyny mecz w barwach „Młotów”. W 7 lipca 1982 podpisał kontrakt z innym klubem z Londynu, Fulham. Tam przez trzy sezony występował w pierwszym składzie w rozgrywkach Division Two, jednak nie zdołał z nim wywalczyć awansu do najwyższej klasy rozgrywkowej w kraju.
13 września 1985 roku Houghton przeszedł do Oxford United grającego w Division One. Kosztował 147 tysięcy funtów. W zespole z Oksfordu zadebiutował 14 września w zremisowanym 2:2 domowym spotkaniu z Liverpoolem. W drużynie prowadzonej przez Jima Smitha był podstawowym zawodnikiem i dwukrotnie z rzędu utrzymał się z nią w angielskiej lidze, a w 1986 roku zdobył Puchar Ligi Angielskiej. Łącznie dla Oxfordu rozegrał 83 mecze, w których zdobył 10 bramek.
Na początku sezonu 1987/1988 Oxford z Houghtonem w składzie przegrał 0:2 z Liverpoolem. Jednak Ray na tyle spodobał się menedżerowi klubu Kenny'emu Dalglishowi, że 19 października podpisał kontrakt z „The Reds”. Miał zastąpić w pomocy Australijczyka Craiga Johnstona, który odszedł w trakcie sezonu do Newcastle KB United. W koszulce Liverpoolu Irlandczyk po raz pierwszy wystąpił 24 października w meczu przeciwko Luton Town (1:0). Natomiast 4 listopada strzelił pierwszą bramkę dla klubu z Anfield Road, dającą remis 1:1 z Wimbledonem. W sezonie 1987/1988 stworzył linię pomocy z innymi zawodnikami jak John Aldridge, John Barnes i Peter Beardsley, a Liverpool wywalczył tytuł mistrza Anglii odzyskując go po roku przerwy. Houghton wystąpił także w finale Pucharu Anglii, ale liverpoolczycy przegrali w nim z Wimbledonem. W 1989 roku Ray został wicemistrzem kraju, a rok później po raz drugi w karierze – mistrzem Anglii. W 1991 roku „The Reds” ponownie zajęli 2. miejsce w lidze tracąc tytuł na rzecz Arsenalu. Z kolei w 1992 roku wywalczyli Puchar Anglii. Po tamtym sezonie Houghton postanowił odejść z zespołu, dla którego rozegrał 153 ligowe spotkania i strzelił 28 bramek.
28 lipca 1992 Houghton został piłkarzem Aston Villi, do której trafił za 900 tysięcy funtów. W jej barwach zadebiutował 15 sierpnia w zremisowanym 1:1 meczu z Ipswich Town. W Aston Villi występował wraz z rodakami, Paulem McGrathem, Steve'em Stauntonem, oraz Andym Townsendem. 27 marca 1994 roku zdobył z „The Villans” Puchar Ligi Angielskiej, ale w wygranym 3:1 finale z Manchesterem United nie wystąpił. Było to jedyne trofeum Irlandczyka za czasów gry w drużynie z Birmingham. Łącznie wystąpił dla niej 95 razy strzelając przy tym 6 goli.
23 marca 1995 roku Houghton opuścił Aston Villę i wrócił po latach do Londynu. W Crystal Palace po raz pierwszy wystąpił 1 kwietnia przeciwko Manchesterowi City (2:1). Jednak na koniec sezonu 1994/1995 klub ten zajął 4. miejsce od końca w Premier League i spadł do Division One. Na tym szczeblu rozgrywek Ray grał jeszcze przez dwa sezony i wtedy też odszedł do Reading F.C. 9 sierpnia 1997 zagrał dla niego po raz pierwszy. Reading zremisowało wówczas 1:1 z Bury F.C. W 1998 roku Reading spadło do Division Two, a w 1999 przeszedł do grającego w Conference Stevenage Borough. Latem 2000 roku zakończył piłkarską karierę.
| Sezon   | Klub                | Kraj   | Rozgrywki      | Mecze | Bramki |
| ------- | ------------------- | ------ | -------------- | ----- | ------ |
| 1981/82 | West Ham United     | Anglia | Division One   | 1     | 0      |
| 1982/83 | Fulham F.C.         | Anglia | Division Two   | 42    | 5      |
| 1983/84 | Fulham F.C.         | Anglia | Division Two   | 40    | 3      |
| 1984/85 | Fulham F.C.         | Anglia | Division Two   | 42    | 8      |
| 1985/86 | Fulham F.C.         | Anglia | Division Two   | 5     | 0      |
| 1985/86 | Oxford United       | Anglia | Division One   | 35    | 4      |
| 1986/87 | Oxford United       | Anglia | Division One   | 37    | 5      |
| 1987/88 | Oxford United       | Anglia | Division Two   | 11    | 1      |
| 1987/88 | Liverpool F.C.      | Anglia | Division One   | 28    | 5      |
| 1988/89 | Liverpool F.C.      | Anglia | Division One   | 38    | 7      |
| 1989/90 | Liverpool F.C.      | Anglia | Division One   | 19    | 1      |
| 1990/91 | Liverpool F.C.      | Anglia | Division One   | 32    | 7      |
| 1991/92 | Liverpool F.C.      | Anglia | Division One   | 36    | 8      |
| 1992/93 | Aston Villa F.C.    | Anglia | Premier League | 39    | 3      |
| 1993/94 | Aston Villa F.C.    | Anglia | Premier League | 30    | 2      |
| 1994/95 | Aston Villa F.C.    | Anglia | Premier League | 26    | 1      |
| 1994/95 | Crystal Palace F.C. | Anglia | Premier League | 10    | 2      |
| 1995/96 | Crystal Palace F.C. | Anglia | Division One   | 41    | 4      |
| 1996/97 | Crystal Palace F.C. | Anglia | Division One   | 21    | 1      |
| 1997/98 | Reading F.C.        | Anglia | Division One   | 25    | 1      |
| 1998/99 | Reading F.C.        | Anglia | Division Two   | 18    | 0      |
| 1999/00 | Stevenage Borough   | Anglia | Conference     | 3     | 0      |

## Kariera reprezentacyjna
W reprezentacji Irlandii Houghton zadebiutował 26 marca 1986 roku w przegranym 0:1 towarzyskim spotkaniu z Walią. W 1988 roku Jack Charlton powołał go do kadry na Euro 88. Tam wystąpił w trzech meczach grupowych: z Anglią (1:0 i gol w 6. minucie), z ZSRR (1:1) i z Holandią (0:1).
W 1990 roku Houghton po raz pierwszy wystąpił w turnieju o mistrzostwo świata. Na boiskach Włoch zagrał w pięciu spotkaniach: grupowych z Anglią (1:1), z Egiptem (0:0) i Holandią (1:1), a także w 1/8 finału z Rumunią (0:0, karne 5:4) i ćwierćfinale z Włochami (0:1). Swój ostatni mundial Ray zaliczył w 1994 w USA. Tam zagrał czterokrotnie: z Włochami (1:0 i gol w 12. minucie), z Meksykiem (1:2), z Norwegią (0:0) oraz w 1/8 finału z Holandią (0:2). W 1997 roku zakończył reprezentacyjną karierę. W drużynie narodowej wystąpił 73 razy i strzelił 6 bramek.